# 瓜波雷
瓜波雷是巴西南大河州的一个市镇。总面积312.7平方公里，总人口21421人，人口密度68.5人/平方公里。